# Yuan Shikai
Yuan Shikai (chinês tradicional: 袁世凯, chinês simplificado: 袁世凯, pinyin: Yuan Shìkǎi, Wade-Giles: Yüan2 Shih4-k'ai3; Xiangcheng, 16 de setembro de 1859 – Pequim, 6 de junho de 1916) foi um general e estadista chinês que serviu como Primeiro-ministro do Gabinete Imperial Chinês, o segundo Presidente Provisório da República da China, chefe do Governo de Beiyang de 1912 a 1916 e Imperador da China de 1915 a 1916. Uma importante figura política durante o final da Dinastia Qing, ele liderou uma série de grandes programas de modernização e reformas e desempenhou um papel decisivo em garantir a abdicação do Imperador Xuantong em 1912, que marcou o colapso da monarquia Qing e o fim do domínio imperial na China.
Nascido em uma família rica em Henan, Yuan começou sua carreira no Exército Huai. Ele foi enviado a Joseon para chefiar uma guarnição Qing em Seul e foi nomeado residente imperial e conselheiro supremo do governo coreano após frustrar o Golpe de Gapsin em 1885. Ele foi chamado de volta à China pouco antes do início da Primeira Guerra Sino-Japonesa e recebeu o comando do primeiro Novo Exército, o que abriu caminho para sua ascensão ao poder. Em 1898, Yuan formou uma aliança com a Imperatriz Viúva Cixi e ajudou a pôr fim à Reforma dos Cem Dias do Imperador Guangxu. Promovido a Vice-rei de Zhili em 1902, Yuan rapidamente expandiu o Exército de Beiyang para a força militar mais bem treinada e eficaz da China. Ele desempenhou um papel ativo nas reformas do final da dinastia Qing, que incluíram a abolição do exame imperial. Yuan caiu do poder após a morte de Cixi em 1908 e foi forçado ao exílio, mas manteve a lealdade do Exército de Beiyang e, como tal, continuou sendo uma figura influente.
Com a eclosão da Revolta de Wuchang em 1911, Yuan foi chamado de volta à corte, nomeado Primeiro-Ministro do Gabinete Imperial e encarregado de reprimir os rebeldes. Após breves combates, ele entrou em negociações com os revolucionários de Sun Yat-sen e organizou a abdicação do imperador criança Pu Yi, levando à queda da dinastia Qing. Em troca, Yuan foi eleito presidente do novo governo republicano em 1912, depois que Sun renunciou em seu favor. O desejo de Yuan por poder ditatorial o levou a entrar em conflito com a Assembleia Nacional e o Kuomintang (KMT), provocando uma segunda revolução que foi decisivamente esmagada. Ele então proibiu o KMT e dissolveu a Assembleia Nacional.
Em dezembro de 1915, numa tentativa de garantir ainda mais seu governo, Yuan restaurou a monarquia e se proclamou Imperador Hongxian (洪憲). A medida encontrou ampla oposição da população em geral, de muitos de seus apoiadores mais próximos no Exército de Beiyang, bem como de governos estrangeiros. Vários governadores militares e províncias se rebelaram abertamente. Em março de 1916, Yuan abdicou formalmente e restaurou a República, tendo sido imperador por apenas 83 dias. Ele morreu de uremia em junho, aos 56 anos, deixando para trás um governo de Beiyang significativamente enfraquecido e um cenário político fragmentado, que logo mergulhou a China em um período de senhores da guerra.

## Biografia
Em 16 de setembro de 1859, Yuan Shikai nasceu na vila de Zhangying (張營村) no clã Yuan, que mais tarde se mudou 16 quilômetros a sudeste de Xiangcheng para uma área montanhosa que era mais fácil de defender contra bandidos. Lá, a família Yuan construiu a vila fortificada de Yuanzhaicun (袁寨村).
A família de Yuan era rica o suficiente para lhe proporcionar uma educação tradicional confucionista. Quando jovem, ele gostava de cavalgar, caçar com cães, lutar boxe e se divertir com amigos. Embora esperasse seguir carreira no serviço público, ele foi reprovado duas vezes nos exames imperiais, o que o levou a decidir entrar na política por meio do Exército Huai, onde muitos de seus parentes serviram. Sua carreira começou com a compra de um título oficial menor em 1880, que era um método comum de promoção oficial no final da dinastia Qing. Usando as conexões de seu pai, Yuan viajou para Tengzhou, Shandong, e procurou um posto na Brigada Qing. O primeiro casamento de Yuan foi em 1876, com uma mulher da família Yu, que lhe deu seu primeiro filho, Keding, em 1878. Yuan Shikai casou-se com mais nove concubinas ao longo da sua vida.

## Anos em Joseon (Coreia)
No início da década de 1870, a Coreia, sob a Dinastia Joseon, estava no meio de uma luta entre os isolacionistas, liderados pelo pai do Rei Gojong,Heungseon Daewongun, e os progressistas, liderados pela Imperatriz Myeongseong, que queriam abrir o comércio. Após a Restauração Meiji, o Japão adotou uma política externa agressiva, contestando o domínio chinês na península. Pelo Tratado de Ganghwa, que os coreanos assinaram com relutância em 1876, o Japão foi autorizado a enviar missões diplomáticas para Hanseong e abriu postos comerciais em Incheon e Wonsan. Em meio a uma luta interna pelo poder que resultou no exílio da rainha, o vice-rei de Zhili, Li Hongzhang, enviou a Brigada Qing de 3.000 homens para a Coreia. O rei coreano propôs treinar 500 soldados na arte da guerra moderna, e Yuan Shikai foi nomeado para liderar essa tarefa na Coreia. Li Hongzhang também recomendou a promoção de Yuan, que recebeu o posto de subprefeito.
Após a repressão do golpe de Gapsin. Em 1885, Yuan foi nomeado Residente Imperial de Seul. Superficialmente, a posição era equivalente à de embaixador, mas na prática, como principal oficial do suserano, Yuan havia se tornado o conselheiro supremo em todas as políticas do governo coreano. Percebendo a crescente influência da China no governo coreano, o Japão buscou mais influência por meio da co-suserania com a China. Uma série de documentos foi divulgada para Yuan Shikai, alegando que o governo coreano havia mudado sua posição em relação à proteção chinesa e preferia recorrer ao Império Russo para proteção. Yuan ficou indignado, mas cético, e pediu conselho a Li Hongzhang.
Em um tratado assinado entre o Japão e Qing, as duas partes concordaram que qualquer uma delas enviaria tropas para a Coreia somente após notificar a outra. Embora o governo coreano fosse estável, ele ainda era um protetorado de Qing. Os coreanos surgiram defendendo a modernização. Outro grupo mais radicalizado, a Sociedade Donghak, promovendo uma doutrina nacionalista inicial baseada em parte nos princípios confucionistas, se rebelou contra o governo. Yuan e Li Hongzhang enviaram tropas para a Coreia para proteger os interesses de Seul e Qing, e o Japão fez o mesmo sob o pretexto de proteger os postos comerciais japoneses. As tensões aumentaram entre o Japão e a China quando o Japão se recusou a retirar suas forças e colocou um bloqueio no paralelo 38 norte. Li Hongzhang queria evitar a todo custo uma guerra com o Japão e tentou isso pedindo pressão internacional para uma retirada japonesa. O Japão recusou e a guerra eclodiu. Yuan, tendo sido colocado em uma posição ineficaz, foi chamado de volta a Tianjin em julho de 1894, antes da eclosão oficial da Primeira Guerra Sino-Japonesa.
Yuan Shikai tinha três concubinas coreanas, uma das quais era parente da princesa coreana Li, a concubina Kim. 15 dos filhos de Yuan vieram dessas três mulheres coreanas.

## Final da Dinastia Qing

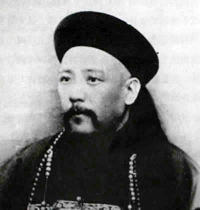
Yuan Shikai como Governador de Shandong

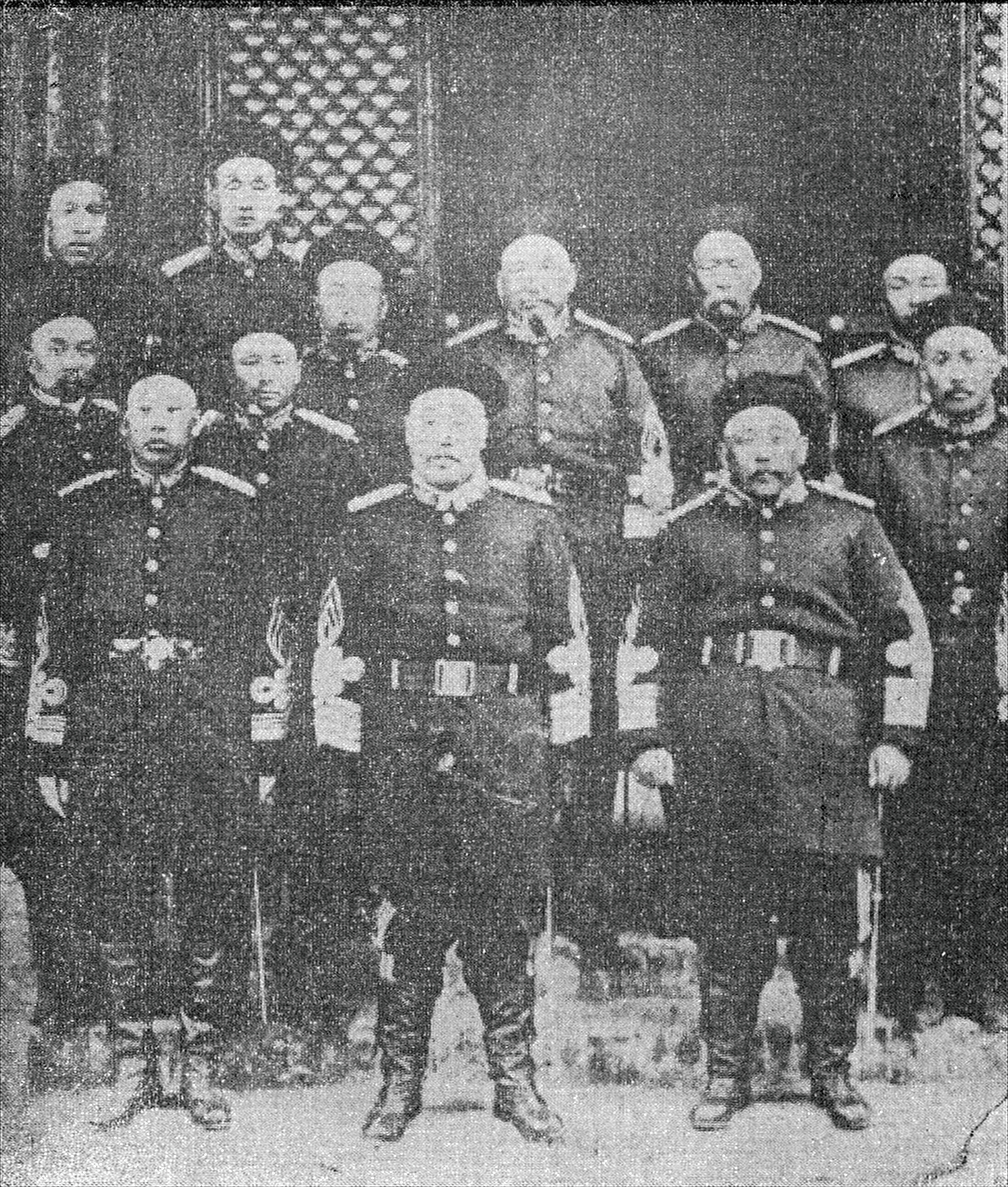
Yuan Shikai e Te Lan em 1910

A ascensão de Yuan à fama começou com sua participação nominal na Primeira Guerra Sino-Japonesa como comandante das forças de guarnição chinesas na Coreia. Ao contrário de outros oficiais, no entanto, ele evitou a humilhação da derrota chinesa ao ser chamado de volta a Pequim vários dias antes do início do conflito.
Como aliado de Li Hongzhang, Yuan foi nomeado comandante do primeiro Novo Exército em 1895. O programa de treinamento de Yuan modernizou o exército, criando enorme orgulho e conquistando a lealdade de oficiais superiores competentes.
Pouco antes do Tratado de Shimonoseki pôr fim à Guerra Sino-Japonesa em 1895, o Secretário de Estado dos Estados Unidos da América, John W. Foster, tentou convencer Yuan a liderar um golpe militar contra a dinastia Qing. (p44)
Em 1901, cinco dos sete comandantes divisionais da China e a maioria dos outros oficiais militares seniores na China eram seus protegidos. A corte Qing dependia muito de seu exército devido à proximidade de sua guarnição com a capital e sua eficácia. Dos novos exércitos que faziam parte do Movimento de Autofortalecimento, o de Yuan era o mais bem treinado e eficaz. Seu sucesso abriu caminho para sua ascensão ao topo tanto no setor militar quanto no político.
A Corte Qing na época estava dividida entre progressistas sob a liderança do Imperador Guangxu e conservadores sob a Imperatriz Viúva Cixi, que havia se retirado temporariamente para o Palácio de Verão como um local de "aposentadoria". No entanto, após a Reforma dos Cem Dias do Imperador Guangxu em 1898, Cixi decidiu que as reformas eram muito drásticas e planejou restaurar sua própria regência por meio de um golpe de estado. Os planos do golpe se espalharam cedo, e o Imperador estava muito ciente da conspiração. Ele pediu aos defensores da reforma Kang Youwei, Tan Sitong e outros que desenvolvessem um plano para salvá-lo. O envolvimento de Yuan no golpe continua sendo uma questão de debate entre historiadores. Tan Sitong teria falado com Yuan vários dias antes do golpe, pedindo que Yuan ajudasse o Imperador contra Cixi. Yuan recusou uma resposta direta, mas insistiu que era leal ao Imperador. Enquanto isso, o general manchu Ronglu planejava manobras para seu exército realizar o golpe.
Segundo fontes, incluindo o diário de Liang Qichao e fontes de notícias chinesas contemporâneas, Yuan Shikai chegou a Tianjin em 20 de setembro de 1898 de trem. É certo que à noite Yuan conversou com Ronglu, mas o que lhe foi revelado permanece ambíguo. A maioria dos historiadores sugere que Yuan contou a Ronglu todos os detalhes dos planos dos reformadores e pediu que ele tomasse medidas imediatas. Após a conspiração ter sido exposta, as tropas de Ronglu entraram na Cidade Proibida na madrugada de 21 de setembro, forçando o Imperador a se isolar em um palácio no lago.
Fazendo uma aliança política com a Imperatriz Viúva e se tornando um inimigo duradouro do Imperador Guangxu, Yuan deixou a capital em 1899 para sua nova nomeação como Governador de Shandong. Durante seu mandato de três anos, a Rebelião dos Boxers (1899–1901) eclodiu; Yuan garantiu a supressão dos Boxers na província, embora suas tropas não tenham participado ativamente fora de Shandong. Yuan ficou do lado da facção pró-estrangeiros na Corte Imperial, junto com o Príncipe Qing, Li Hongzhang e Ronglu. Ele se recusou a ficar do lado dos Boxers e atacar as forças da Aliança das Oito Nações, juntando-se a outros governadores chineses que comandavam exércitos substancialmente modernizados, como Zhang Zhidong, que não participou da Rebelião dos Boxers. Ele e Zhang ignoraram a declaração de guerra de Cixi contra as potências estrangeiras e continuaram a reprimir os Boxers. Esta camarilha era conhecida como Proteção Mútua do Sudeste da China. Além de não lutar contra a Aliança das Oito Nações e reprimir os Boxers em Shandong, Yuan e seu exército (a Divisão Direita) também ajudaram a Aliança das Oito Nações a reprimir os Boxers depois que a Aliança capturou Pequim em agosto de 1900. As forças de Yuan Shikai massacraram dezenas de milhares de pessoas na sua campanha anti-Boxer em Zhili. Yuan operou em Baoding durante a campanha, que terminou em 1902.
Ele também fundou uma faculdade provincial (Shandong College, precursora da Universidade de Shandong) em Jinan, que adotou ideias ocidentais de educação.

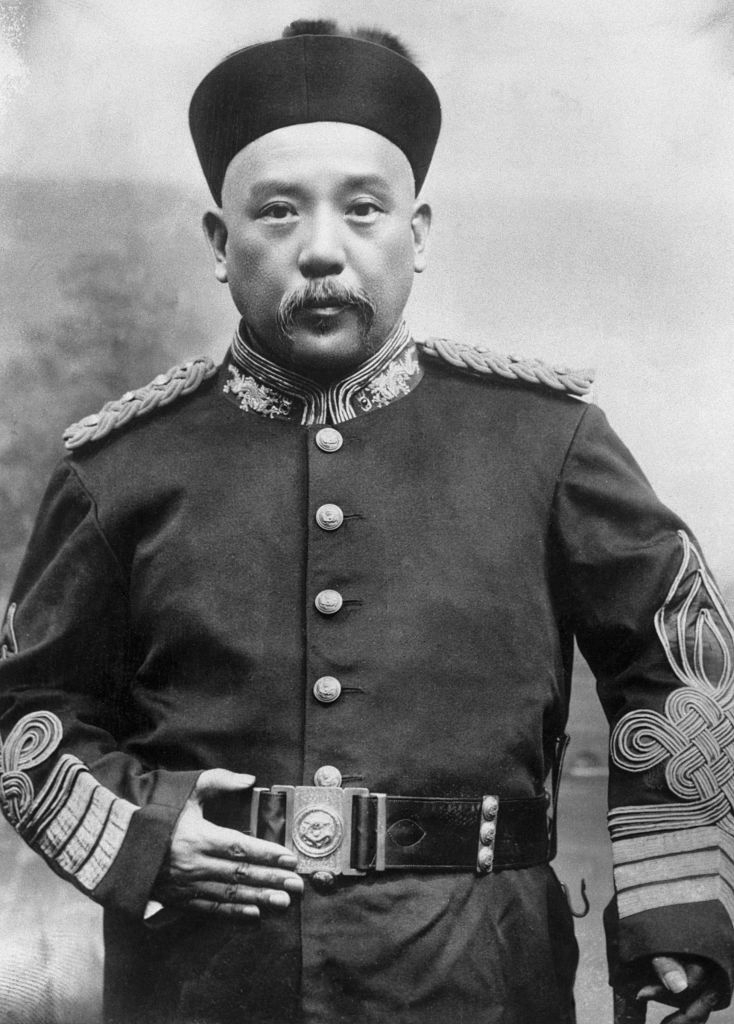
Yuan Shikai em uniforme da dinastia Qing, 1912

Em junho de 1902, ele foi promovido a vice-rei de Zhili, o lucrativo comissário para o Comércio do Norte da China e ministro de Beiyang (北洋通商大臣), compreendendo as regiões modernas de Liaoning, Hebei e Shandong. Tendo conquistado o respeito dos estrangeiros após ajudar a esmagar a Rebelião dos Boxers, ele obteve com sucesso vários empréstimos para expandir seu Exército de Beiyang, tornando-o a força mais poderosa da China. Ele criou uma força policial de 2.000 homens para manter a ordem em Tianjin, a primeira do tipo na história chinesa, como resultado do Protocolo Boxer, que proibia a presença de tropas perto de Tianjin. Yuan também esteve envolvido na transferência do controle ferroviário de Sheng Xuanhuai, liderando ferrovias e sua construção para se tornarem uma grande fonte de sua receita. Yuan desempenhou um papel ativo nas reformas políticas do final da dinastia Qing, incluindo a criação do Ministério da Educação (學部) e Ministério da Polícia (巡警部). Ele também defendeu a igualdade étnica entre manchus e chineses han.
Em 1905, seguindo o conselho de Yuan, a imperatriz viúva Cixi emitiu um decreto pondo fim ao sistema tradicional de exames confucionistas, formalizado em 1906. Ela ordenou que o Ministério da Educação implementasse um sistema de escolas primárias e secundárias e universidades com currículo obrigatório pelo estado, modelado segundo o sistema educacional do Japão da era Meiji. Em 27 de agosto de 1908, a corte Qing promulgou "Princípios para uma Constituição", que Yuan ajudou a redigir. Este documento apelava a um governo constitucional com uma monarquia forte (modelada segundo o Japão Meiji e a Alemanha de Bismarck), com uma constituição a ser promulgada até 1916 e um parlamento eleito até 1917.

No parque de caça, três milhas ao sul de Pequim, está aquartelada a Sexta Divisão, que abastece a Guarda do Palácio Imperial, composta por um batalhão de infantaria e um esquadrão de cavalaria. Com esta Divisão, Yuan Shi Kai mantém vinte e seis canhões Krupp modificados, que são os melhores de seu braço de artilharia e superam quaisquer canhões possuídos pelas legações estrangeiras em Pequim.
A Divisão Manchu acompanha a Corte e é o orgulho do exército moderno.
Pela sua disposição estratégica, Yuan Shi Kai controla completamente todos os acessos à capital e detém uma força que pode utilizar para proteger a Corte de ameaças de ataque ou para esmagar o Imperador caso ele próprio deseje assumir o poder Imperial. Ao contrário das estipulações do tratado feitas na resolução do problema dos Boxers, os chineses foram autorizados a construir uma grande torre sobre o Chien Men, ou portão centro-sul, que comanda as legações estrangeiras e governa a Cidade Proibida. Na situação ameaçadora dos assuntos chineses, poderia presumir-se que esta estrutura tinha sido minada pela comunidade estrangeira, mas isso não foi feito, e se surgirem novamente problemas em Pequim, o destino das legações dependerá do sucesso do primeiro ataque. o que será necessário para tomá-lo. As legações estrangeiras estão tanto no poder das tropas de Yuan Shi Kai em 1907 como estavam à mercê da turba chinesa em 1900.
O propósito final das tropas equipadas e disciplinadas está encerrado no peito do vice-rei de Chihli. O yamen de Yuan Shi Kai em Tientsin está conectado por telégrafo e telefone com os palácios imperiais e com os vários quartéis de suas tropas. Num campo a algumas centenas de metros de distância está o longo poste de uma estação telegráfica sem fio, de onde ele pode enviar a mensagem de que qualquer dia poderá incendiar toda a China.

To-morrow in the East, Douglas Story, pp. 224–226.
O Novo Exército de Yuan Shikai, dominado pelos Han, foi o principal responsável pela defesa de Pequim, já que a maioria das divisões modernizadas dos Oito Estandartes foram destruídas na Rebelião dos Boxers e as novas forças modernizadas dos Estandartes eram meramente simbólicas.
A Imperatriz Viúva e o Imperador Guangxu morreram com um dia de diferença, em novembro de 1908. Fontes indicam que a vontade do imperador ordenou a execução de Yuan. Mesmo assim, ele evitou a morte. Em janeiro de 1909, ele foi destituído de todos os seus cargos pelo regente, Príncipe Chun. O motivo público para a renúncia de Yuan foi que ele estava retornando para sua casa na aldeia de Huanshang (洹上村), a cidade de Anyang, de nível de prefeitura, devido a uma doença no pé.
Durante seus três anos de exílio efetivo, Yuan manteve contato com seus aliados próximos, incluindo Duan Qirui, que lhe informava regularmente sobre os procedimentos do exército. Yuan havia providenciado o casamento de sua sobrinha (que ele havia adotado) com Duan como um meio de consolidar o poder. A lealdade do Exército de Beiyang ainda estava indubitavelmente atrás dele. Com esse apoio militar estratégico, Yuan manteve o equilíbrio de poder entre vários revolucionários (como Sun Yat-sen) e a corte Qing. Ambos queriam Yuan do seu lado.

## Revolta de Wuchang e a República

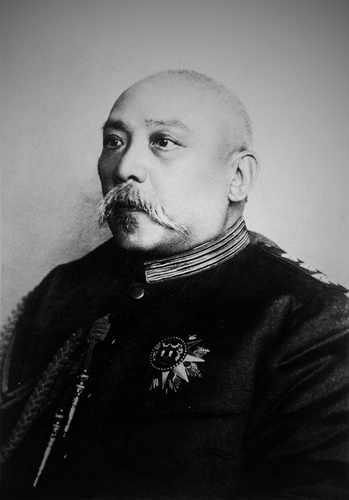
Yuan Shikai em uniforme

A Revolta de Wuchang ocorreu em 10 de outubro de 1911 na província de Hubei. As províncias do sul posteriormente declararam sua independência da corte Qing, mas nem as províncias do norte nem o Exército de Beiyang tinham uma posição clara a favor ou contra a rebelião. Tanto a corte Qing quanto Yuan estavam plenamente cientes de que o Exército Beiyang era a única força Qing poderosa o suficiente para reprimir os revolucionários. O tribunal solicitou o retorno de Yuan em 27 de outubro, mas ele recusou repetidamente as ofertas da corte Qing para seu retorno, primeiro como vice-rei de Huguang e depois como primeiro-ministro do Gabinete Imperial. O tempo estava do lado de Yuan, e Yuan esperou, usando sua "doença no pé" como pretexto para sua recusa contínua.
Após novos apelos da Corte Qing, Yuan concordou e finalmente deixou sua aldeia para Pequim em 30 de outubro, tornando-se primeiro-ministro em 1º de novembro de 1911. Imediatamente depois disso, ele pediu ao regente que se retirasse da política, o que forçou Zaifeng a renunciar ao cargo de regente. Isso abriu caminho para Yuan formar um novo gabinete de confidentes, predominantemente han, com apenas um manchu como ministro da suserania. Para recompensar ainda mais a lealdade de Yuan à corte, a Imperatriz Viúva Longyu ofereceu a Yuan o título nobre de Marquês de Primeira Classe (一等侯), uma honra concedida anteriormente apenas ao general Zeng Guofan do século XIX por sua formação do Exército Xiang para reprimir a Rebelião Taiping. Enquanto isso, na Batalha de Yangxia, as forças de Yuan recapturaram Hankou e Hanyang dos revolucionários. Yuan sabia que a supressão completa da revolução acabaria com sua utilidade para o regime Qing. Em vez de atacar Wuchang, ele começou a negociar com os revolucionários.

### Abdicação do imperador

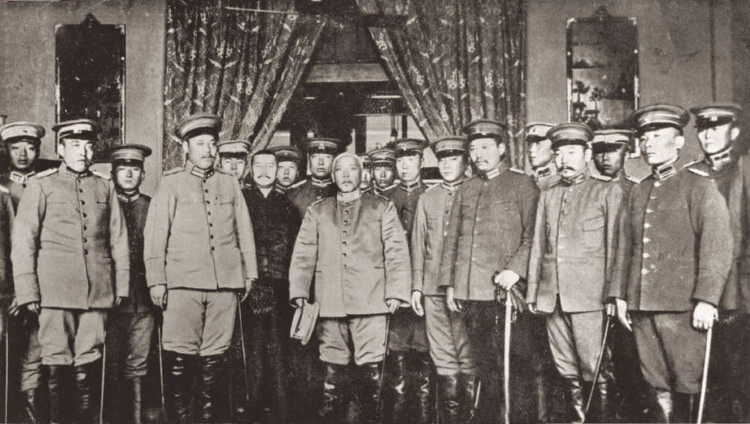
Yuan Shikai empossado como Presidente Provisório da República da China, em Pequim, 10 de março de 1912

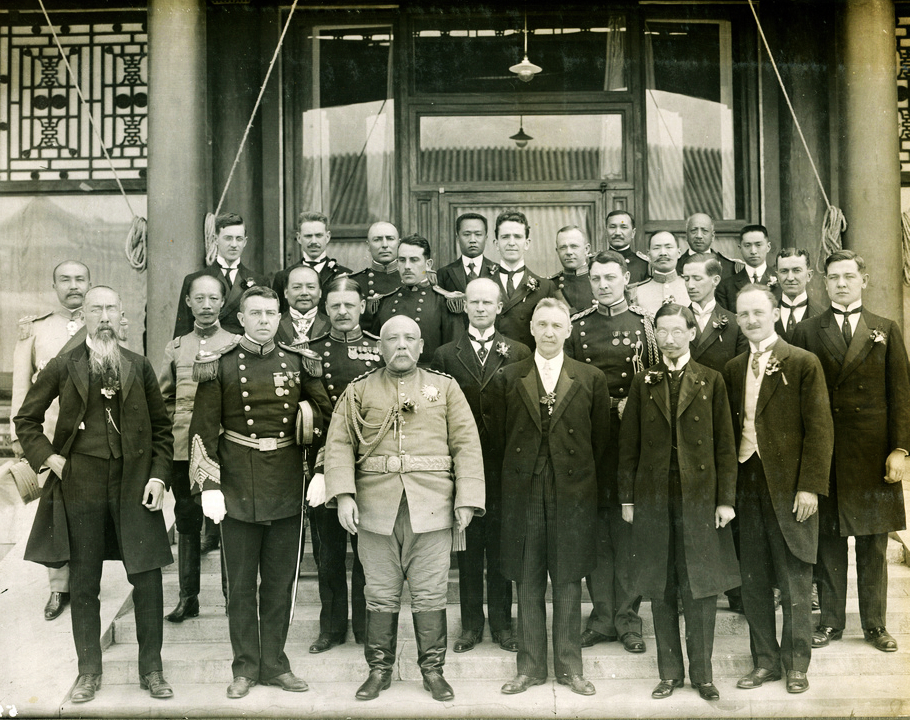
Yuan Shikai fotografado com embaixadores de países estrangeiros em 10 de outubro de 1913

Os revolucionários elegeram Sun Yat-sen como o primeiro Presidente Provisório da República da China, mas estavam em uma posição militar fraca, então negociaram com os Qing, usando Yuan como intermediário. Yuan providenciou a abdicação do imperador criança Puyi em troca da concessão do cargo de Presidente da República da China. Puyi relembrou em sua autobiografia o encontro entre Longyu e Yuan:
A Imperatriz Viúva estava sentada em uma kang [plataforma] em uma sala lateral do Mind Nature Palace, enxugando os olhos com um lenço enquanto um velho gordo [Yuan] se ajoelhava diante dela em uma almofada vermelha, com lágrimas escorrendo pelo rosto. Eu estava sentado à direita da viúva e me perguntava por que os dois adultos estavam chorando. Não havia ninguém na sala além de nós três e tudo estava muito silencioso; o gordo bufou enquanto falava e eu não conseguia entender o que ele estava dizendo... Este foi o momento em que Yuan levantou diretamente a questão da abdicação.
Sun concordou com a presidência de Yuan após algumas disputas internas, mas pediu que a capital fosse situada em Nanquim. Yuan, no entanto, queria a vantagem geográfica de ter a capital do país perto de sua base de poder militar. Muitos teorizaram que Cao Kun, um de seus subordinados de confiança, comandantes militares de Beiyang, fabricou um golpe de estado em Pequim e Tianjin, aparentemente sob as ordens de Yuan, para dar uma desculpa para que Yuan não deixasse sua esfera de influência em Zhili (atual província de Hebei). No entanto, a afirmação de que o golpe foi organizado por Yuan foi contestada por outros. Os revolucionários chegaram a um acordo novamente, e a capital da nova república foi estabelecida em Pequim. Yuan Shikai foi eleito Presidente Provisório da República da China pelo Senado Provisório de Nanquim em 14 de fevereiro de 1912 e empossado em 10 de março daquele ano.

### Eleições democráticas
Em fevereiro de 1913, foram realizadas eleições democráticas para a Assembleia Nacional, nas quais o KMT obteve uma vitória significativa. Song Jiaoren apoiou zelosamente um sistema de gabinete e foi amplamente considerado um candidato a primeiro-ministro.
Um dos principais objetivos políticos de Song era garantir que os poderes e a independência do Parlamento da China fossem devidamente protegidos da influência do gabinete do presidente. Os objetivos de Song em restringir o cargo de presidente conflitavam com os interesses de Yuan, que, em meados de 1912, dominava claramente o gabinete provisório e mostrava sinais de desejo de deter um poder executivo esmagador. Durante as viagens de Song pela China em 1912, ele expressou aberta e veementemente o desejo de limitar os poderes do presidente em termos que muitas vezes pareciam abertamente críticos às ambições de Yuan. Quando os resultados das eleições de 1913 indicaram uma vitória clara do KMT, parecia que Song estaria em posição de exercer um papel dominante na seleção do primeiro-ministro e do gabinete, e o partido poderia ter prosseguido pressionando pela eleição de um futuro presidente em um ambiente parlamentar. Em 20 de março de 1913, Song Jiaoren foi baleado por um atirador solitário em Xangai e morreu dois dias depois. A trilha de evidências levou ao secretário do gabinete e ao primeiro-ministro provisório do governo de Yuan. Embora Yuan fosse considerado por fontes da mídia chinesa contemporânea como o homem mais provável por trás do assassinato, os principais conspiradores investigados pelas autoridades foram assassinados ou desapareceram misteriosamente. Por falta de provas, Yuan não foi implicado.

## Imperador da China

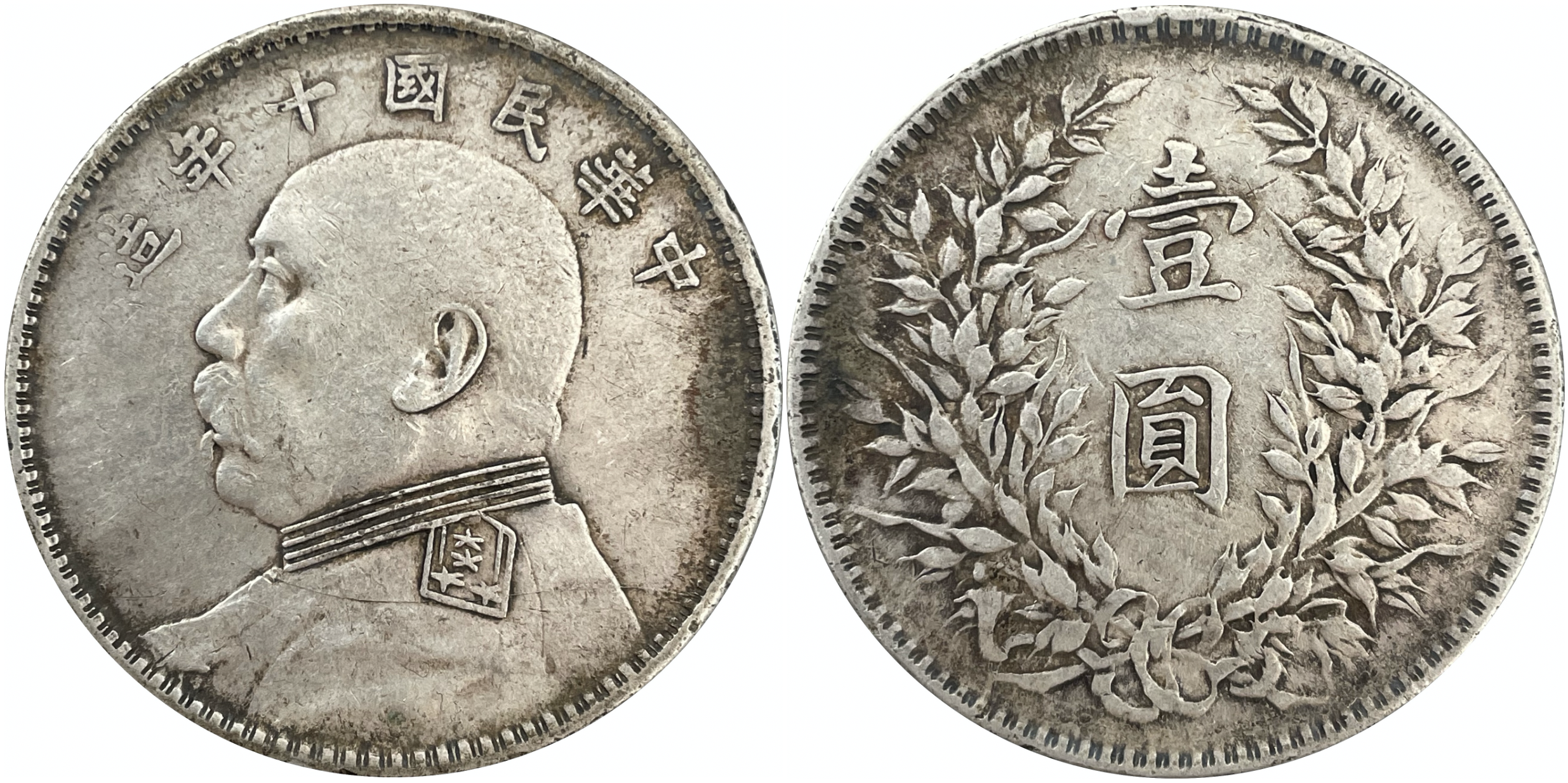
O dólar de Yuan Shikai (yuan em chinês), emitido pela primeira vez em 1914, tornou-se o tipo de moeda dominante na República da China.

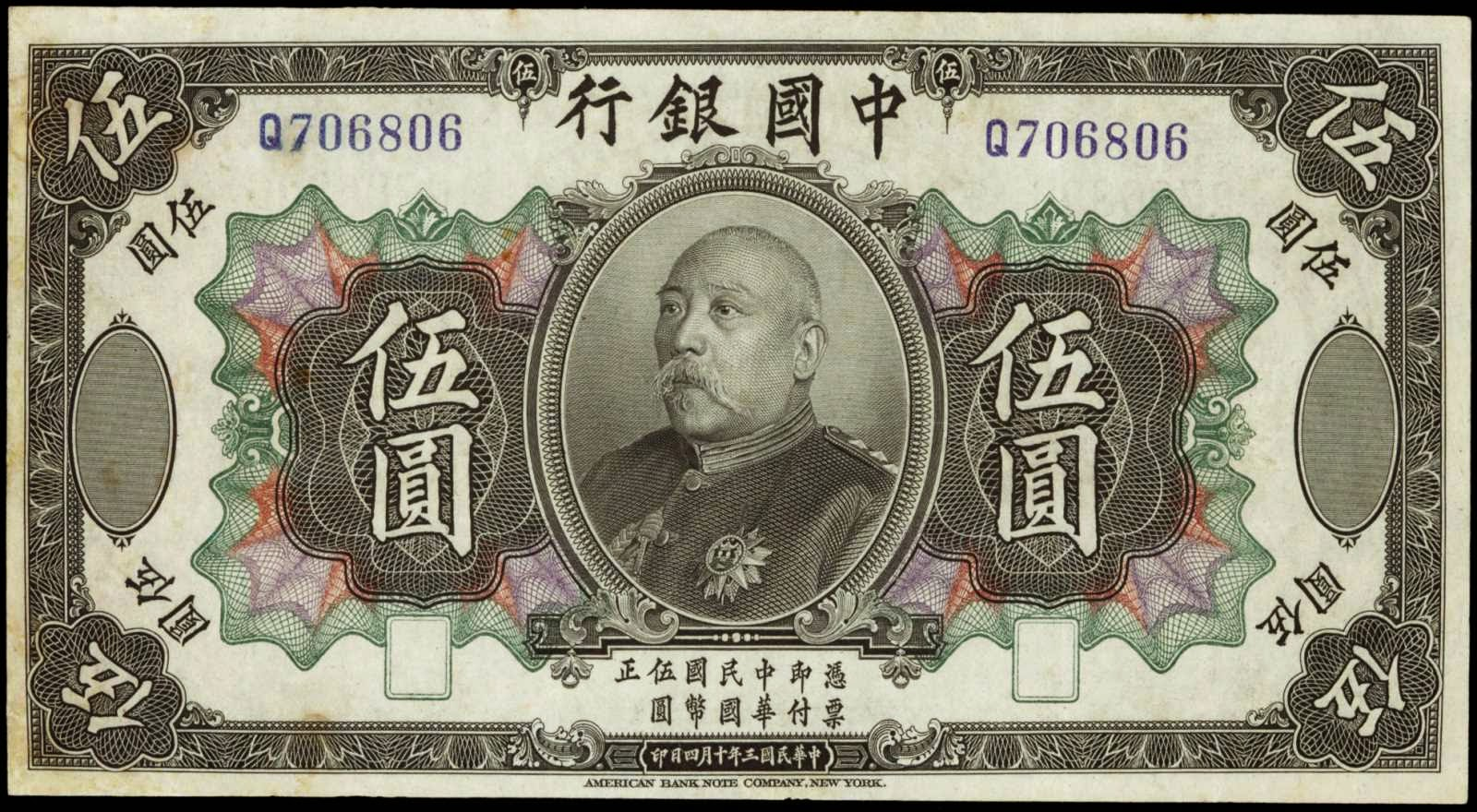
Uma nota do início da República da China representando o rosto do presidente Yuan Shikai.

As tensões entre o KMT e Yuan continuaram a se intensificar. Após chegar a Pequim, o Parlamento eleito tentou obter controle sobre Yuan, desenvolver uma constituição permanente e realizar uma eleição presidencial legítima e aberta. Como ele havia autorizado US$ 100 milhões em "empréstimos de reorganização" de vários bancos estrangeiros, o KMT, em particular, criticou duramente a forma como Yuan lidava com o orçamento nacional. A repressão de Yuan ao KMT começou em 1913, com a repressão e o suborno de membros do KMT nas duas câmaras legislativas. Os revolucionários anti-Yuan também alegaram que Yuan orquestrou o colapso do KMT internamente e demitiram governadores que foram interpretados como pró-KMT.

### Segunda revolução
Vendo a situação do seu partido piorar, Sun Yat-sen fugiu para o Japão em agosto de 1913 e convocou uma Segunda Revolução, desta vez contra Yuan Shikai. Posteriormente, Yuan gradualmente assumiu o governo, usando o exército como base de seu poder. Ele dissolveu as assembleias nacional e provincial, e a Câmara dos Representantes e o Senado foram substituídos pelo recém-formado "Conselho de Estado", com Duan Qirui, seu tenente de confiança em Beiyang, como primeiro-ministro. Ele contou com a colaboração de Tsai Tingkan, educado nos Estados Unidos, para a tradução em inglês e as conexões com potências ocidentais. Por fim, Yuan se elegeu presidente para um mandato de cinco anos, rotulou publicamente o KMT como uma organização sediciosa, ordenou a dissolução do KMT e expulsou todos os seus membros do Parlamento. A "Segunda Revolução" do KMT terminou em fracasso quando as tropas de Yuan alcançaram vitória completa sobre as revoltas revolucionárias. Governadores provinciais leais ao KMT que permaneceram voluntariamente se submeteram a Yuan. Como os comandantes que não eram leais a Yuan foram efectivamente afastados do poder, a Segunda Revolução consolidou o poder de Yuan.
Em janeiro de 1914, o Parlamento da China foi formalmente dissolvido. Para dar ao seu governo uma aparência de legitimidade, Yuan convocou um corpo de 66 homens de seu gabinete que, em 1º de maio de 1914, produziu um "pacto constitucional" que efetivamente substituiu a constituição provisória da China. O novo status quo legal deu a Yuan, como presidente, poderes praticamente ilimitados sobre as forças armadas, as finanças, a política externa e os direitos dos cidadãos chineses. Yuan justificou estas reformas afirmando que a democracia representativa tinha-se revelado ineficiente devido a lutas políticas internas.
Após sua vitória, Yuan reorganizou os governos provinciais. Cada província era apoiada por um governador militar (都督) bem como uma autoridade civil, dando a cada governador o controle de seu próprio exército. Isso ajudou a lançar as bases para o regime militarista que paralisou a China nas duas décadas seguintes.
Durante a presidência de Yuan, moedas de prata com seu retrato foram introduzidas. Este tipo de moeda foi a primeira moeda de "dólar" das autoridades centrais da República da China a ser cunhada em grandes quantidades. Tornou-se um tipo básico de moeda de prata durante a primeira metade do século XX e foi cunhada pela última vez na década de 1950. As moedas também foram amplamente falsificadas.

### 21 Exigências do Japão
Em 1914, o Japão capturou a colônia alemã em Qingdao. Em Janeiro de 1915, o Japão enviou um ultimato secreto, conhecido como as Vinte e Uma Demandas, a Pequim. (p45) O Japão exigiu uma extensão da extraterritorialidade, a venda de empresas endividadas ao Japão e a cessão de Qingdao ao Japão, além do controle virtual das finanças e da polícia local. Quando essas demandas se tornaram públicas, a hostilidade dentro da China foi expressa em manifestações antijaponesas em todo o país e em um boicote nacional efetivo aos produtos japoneses. Com o apoio da Grã-Bretanha e dos Estados Unidos, Yuan garantiu que o Japão abandonasse a quinta parte das exigências, o que daria ao Japão um controle geral dos assuntos chineses. No entanto, ele aceitou os termos menos onerosos e isso levou ao declínio da popularidade do governo de Yuan.

### Renascimento da monarquia hereditária
Para construir sua própria autoridade, Yuan começou a reinstituir elementos do confucionismo estatal. Como principal proponente da revitalização das observâncias religiosas do estado Qing, Yuan participou efetivamente como imperador dos rituais realizados no Templo do Céu Qing. No final de 1915, surgiram rumores de um consenso popular de que a monarquia hereditária deveria ser revivida. Com seu poder garantido, muitos dos apoiadores de Yuan, principalmente o monarquista Yang Du, defenderam o renascimento da monarquia hereditária, pedindo que Yuan assumisse o título de Imperador. Yang concluiu que as massas chinesas estavam acostumadas há muito tempo ao governo monárquico, que a República havia sido eficaz apenas como uma fase de transição para acabar com o governo Manchu e que a situação política da China exigia a estabilidade que somente uma monarquia dinástica poderia garantir. O cientista político americano Frank Johnson Goodnow sugeriu uma ideia semelhante. Os negociadores que representavam o Japão também se ofereceram para apoiar as ambições de Yuan como uma das recompensas pelo apoio de Yuan às Vinte e Uma Demandas.
Em 20 de novembro de 1915, Yuan realizou uma "Assembleia Representativa" especialmente convocada que votou por unanimidade para oferecer o trono a Yuan. Em 12 de dezembro de 1915, Yuan "aceitou" o convite e proclamou-se Imperador do Império Chinês (chinês tradicional: 中華帝國大皇帝, chinês simplificado: 中华帝国大皇帝, pinyin: Zhōnghuá Dìguó Dà Huángdì) sob o nome de era de Hongxian (chinês tradicional: 洪憲, chinês simplificado: 洪宪, pinyin: Hóngxiàn; ou seja, Abundância Constitucional). O novo Império da China começaria formalmente em 1º de janeiro de 1916, quando Yuan pretendia conduzir os ritos de ascensão. Logo após se tornar imperador, Yuan fez uma encomenda aos antigos ceramistas imperiais de um conjunto de porcelana de 40.000 peças, custando 1,4 milhões de yuans, um grande selo de jade e duas vestes imperiais, custando 400.000 yuans cada.

### Reações públicas e internacionais ao renascimento da monarquia dinástica
Yuan esperava amplo apoio nacional e internacional ao seu reinado. Diplomatas e banqueiros britânicos já haviam trabalhado duro para ajudá-lo a ter sucesso. Eles criaram um consórcio bancário que emprestou £ 25 milhões ao governo de Yuan em abril de 1913. No entanto, ele e seus apoiadores cometeram um erro de cálculo grave. Muitos dos apoiadores mais próximos do imperador o abandonaram, e a solidariedade da camarilha de protegidos militares do imperador em Beiyang se dissolveu. Houve protestos abertos por toda a China denunciando Yuan. Governos estrangeiros, incluindo o Japão, mostraram-se subitamente indiferentes ou abertamente hostis a ele, não lhe dando o reconhecimento esperado. Os rebeldes bombardearam o palácio presidencial do ar em 1916. (p45) Sun Yat-sen, que havia fugido para Tóquio e estabelecido uma base lá, organizou esforços para derrubar Yuan. Os filhos do imperador lutaram publicamente pelo título de "Príncipe Herdeiro", e subordinados anteriormente leais, como Duan Qirui e Xu Shichang, o deixaram para criar suas próprias facções.

### Abandono da monarquia e morte
Diante da oposição generalizada, Yuan adiou repetidamente os ritos de ascensão para apaziguar seus inimigos, mas seu prestígio foi irreparavelmente danificado e província após província continuou a expressar desaprovação. Em 25 de dezembro de 1915, o governador militar de Yunnan, Cai E, se rebelou, iniciando a Guerra de Proteção Nacional. O governador de Guizhou o sucedeu em janeiro de 1916, e Guangxi declarou independência em março. O financiamento para a cerimônia de ascensão de Yuan foi cortado em 1º de março.
Yuan abdicou formalmente e restaurou a República em 22 de março, após ser imperador por apenas 83 dias; principalmente devido a essas revoltas crescentes, bem como ao declínio da saúde causado pela uremia. Isso não foi suficiente para seus inimigos, que pediram sua renúncia como presidente, fazendo com que mais províncias se rebelassem. Yuan morreu de uremia às 10 da manhã do dia 6 de junho de 1916, aos cinquenta e seis anos.
Os restos mortais de Yuan foram transferidos para sua província natal e colocados em um grande mausoléu em Anyang. Em 1928, o túmulo foi saqueado por Feng Yuxiang e seus soldados durante a Expedição do Norte.
Yuan tinha uma esposa e nove concubinas, que lhe deram 17 filhos e 15 filhas, mas apenas três eram proeminentes: o príncipe Yuan Keding, o príncipe Yuan Kewen e o príncipe Yuan Keliang.

## Legado

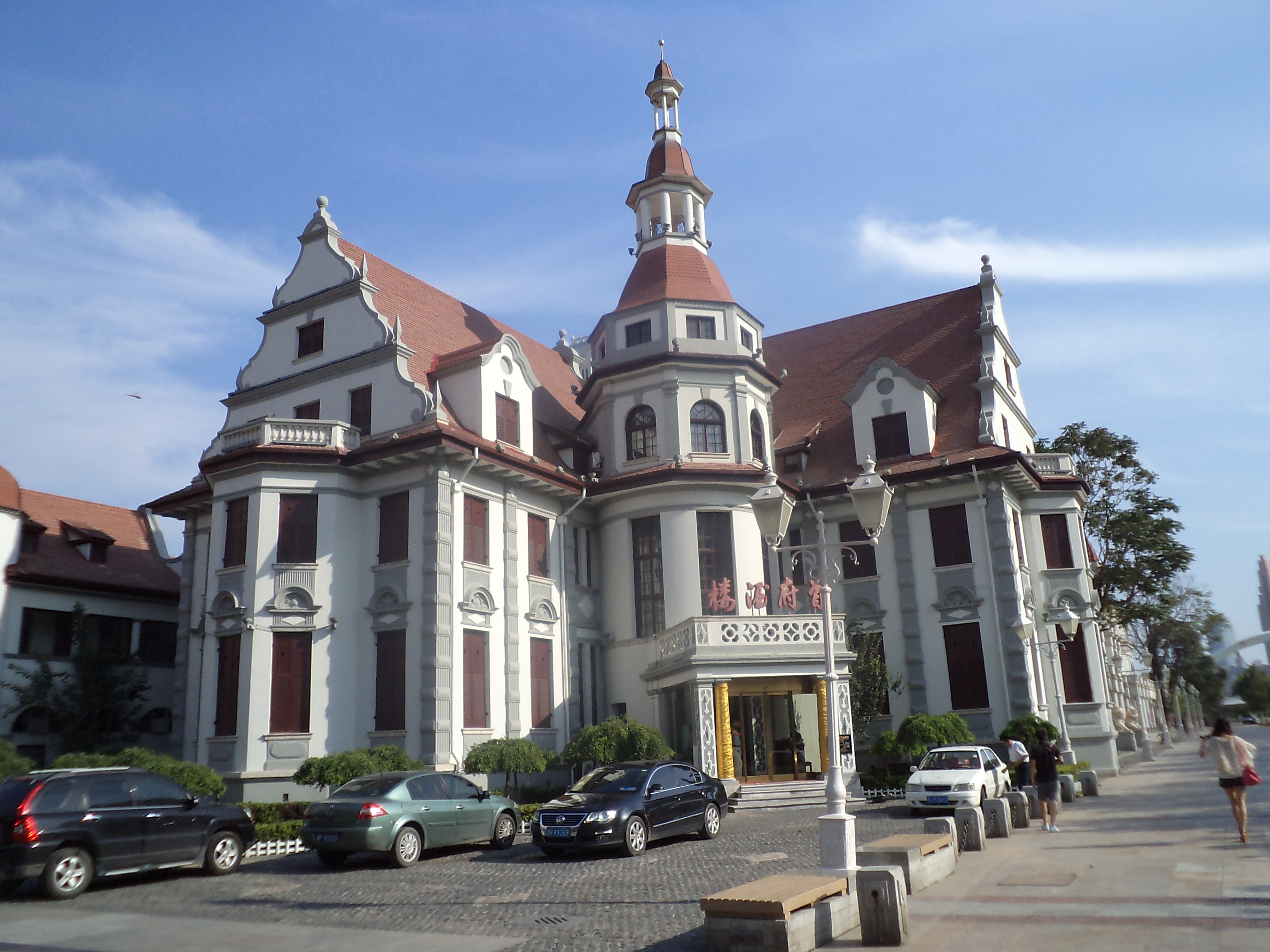
A residência de Yuan em Tianjin

Historiadores na China têm considerado o governo de Yuan de forma majoritariamente negativa. Ele introduziu modernizações abrangentes nas áreas jurídica e social, e treinou e organizou um dos primeiros exércitos modernos da China; mas a lealdade que Yuan havia fomentado nas forças armadas se dissolveu após sua morte, minando a autoridade do governo central. Yuan financiou seu regime por meio de grandes empréstimos estrangeiros e é criticado por enfraquecer o moral chinês e o prestígio internacional, e por permitir que os japoneses obtivessem amplas concessões sobre a China.
Jonathan Spence, no entanto, observa em sua pesquisa influente que Yuan era "ambicioso, tanto para seu país quanto para si mesmo", e que "mesmo quando subverteu a constituição, paradoxalmente ele procurou desenvolver as tentativas de reformas do final da dinastia Qing e desenvolver instituições que trariam um governo forte e estável para a China". Para ganhar a confiança estrangeira e acabar com o odiado sistema de extraterritorialidade, Yuan fortaleceu o sistema judicial e convidou conselheiros estrangeiros para reformar o sistema penal.
Após a morte de Yuan, Li Yuanhong tentou reviver a República, convocando os legisladores que haviam sido expulsos em 1913, mas esse esforço foi confuso e ineficaz para afirmar o controle central. Li não teve qualquer apoio dos militares. Houve um esforço de curta duração em 1917 para reviver a dinastia Qing liderada pelo general leal Zhang Xun, mas suas forças foram derrotadas por senhores da guerra rivais no final daquele ano.
Após o colapso do movimento de Zhang, toda pretensão de força do governo central ruiu, e a China mergulhou em um período de senhores da guerra. Nas décadas seguintes, os gabinetes do presidente e do parlamento se tornaram ferramentas dos militaristas, e os políticos em Pequim tornaram-se dependentes dos governadores regionais para seu apoio e sobrevivência política. Por esta razão, Yuan é às vezes chamado de "o Pai dos Senhores da Guerra". Entretanto, não é correto atribuir a era subsequente de senhores da guerra da China como uma preferência pessoal, já que em sua carreira como reformador militar ele tentou forjar um exército moderno baseado no modelo japonês. Ao longo de sua vida, ele demonstrou compreensão de pessoal, educação militar e transferências regulares de oficiais, combinando essas habilidades para criar a primeira organização militar moderna da China. Após seu retorno ao poder em 1911, no entanto, ele parecia disposto a sacrificar seu legado de reforma militar por ambições imperiais e, em vez disso, governou por uma combinação de violência e suborno que destruiu o idealismo do movimento republicano inicial.
Na produção da CCTV Rumo à República, Yuan é retratado durante a maior parte de seus primeiros anos como um administrador capaz, embora seja um manipulador muito habilidoso de situações políticas. Sua autoproclamação como Imperador é amplamente descrita como sendo influenciada por forças externas, especialmente a de seu filho, o príncipe Yuan Keding.
Uma tartaruga de pedra bixi com uma estela em homenagem a Yuan Shikai, que foi instalada no Parque Huanyuan de Anyang logo após sua morte, foi (parcialmente) restaurada em 1993.

## Nomes
Antes de 1949, os homens chineses costumavam usar e eram chamados por vários nomes. O nome de cortesia de Yuan era "Weiting" (grafia Wade-Giles: Wei-ting; chinês: 慰亭, pinyin: Wèitíng, Wade–Giles: Wei4-t'ing2), e ele usou o pseudônimo "Rong'an" (ortografia Wade-Giles: Jung-an; chinês: 容庵, pinyin: Róng'ān, Wade–Giles: Jung2-an1). Ele era algumas vezes chamado pelo nome de seu local de nascimento, "Xiangcheng" (chinês tradicional: 項城, chinês simplificado: 项城, pinyin: Xiàngchéng, Wade–Giles: Hsiang4-ch'eng2), ou por um título para tutores do príncipe herdeiro, "Kung-pao" (chinês tradicional: 宮保, chinês simplificado: 宫保, pinyin: Gōngbǎo, Wade–Giles: Kung1-pao3).

## Prêmios e honrarias
- Império do Japão: Ordem das Flores Paulownia
- Império Alemão: Ordem da Águia Vermelha

## Família
Avô paterno
- Yuan Shusan (袁澍三)

Pai

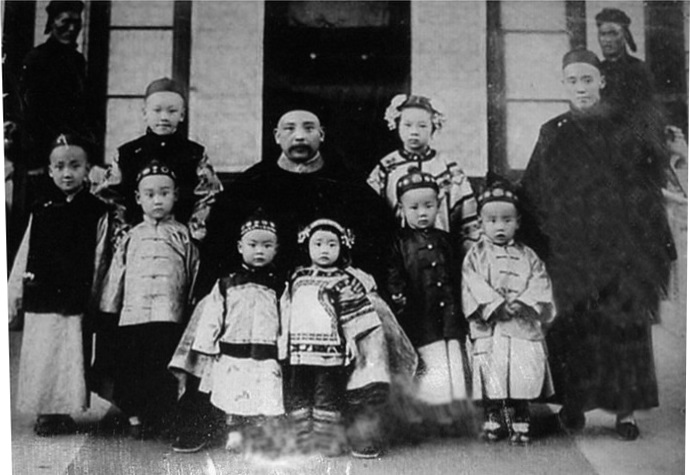
Yuan e seus filhos

- Yuan Baozhong (袁保中) (1823–1874), nome de cortesia Shouchen (受臣)

Tio
- Yuan Baoqing (袁保慶) (1825–1873), nome de cortesia Duchen (篤臣), pseudônimo Yanzhi (延之), irmão mais novo de Yuan Baozhong

Esposa
- Yu Yishang (于義上), filha de Yu Ao (於鰲), um homem rico do Condado de Shenqiu, Henan; casou-se com Yuan Shikai em 1876; mãe de Yuan Keding.[51]

Concubinas
- Lady Shen (沈氏), anteriormente uma cortesã de Suzhou
- Lady Lee ( 李氏), de origem coreana; mãe de Yuan Bozhen, Yuan Kequan, Yuan Keqi, Yuan Kejian e Yuan Kedu
- Lady Kim ( 金氏), de origem coreana; mãe de Yuan Kewen, Yuan Keliang, Yuan Shuzhen, Yuan Huanzhen e Yuan Sizhen
- Lady O ( 吳氏), de origem coreana; mãe de Yuan Keduan, Yuan Zhongzhen, Yuan Cizhen e Yuan Fuzhen
- Senhora Yang (楊氏), mãe de Yuan Kehuan, Yuan Kezhen, Yuan Kejiu, Yuan Ke'an, Yuan Jizhen e Yuan Lingzhen
- Senhora Ye (葉氏), anteriormente prostituta em Nanjing; mãe de Yuan Kejie, Yuan Keyou, Yuan Fuzhen, Yuan Qizhen e Yuan Ruizhen
- Senhora Zhang (張氏), originalmente de Henan
- Senhora Guo (郭氏), originalmente uma prostituta de Suzhou; mãe de Yuan Kexiang, Yuan Kehe e Yuan Huzhen
- Lady Liu (劉氏), originalmente uma empregada da quinta concubina de Yuan Shikai, Lady Yang; mãe de Yuan Kefan e Yuan Yizhen

17 Filhos
1. Yuan Keding (袁克定) (1878–1958), nome de cortesia Yuntai (雲台)
2. Yuan Kewen (袁克文) (1889–1931), nome de cortesia Baocen (豹岑)
3. Yuan Keliang (袁克良), casou-se com uma filha de Zhang Baixi
4. Yuan Keduan (袁克端), casou-se com He Shenji (何慎基, filha de He Zhongjing (何仲璟))
5. Yuan Kequan (袁克權) (1898–1941), nome de cortesia Gui'an (規庵), pseudônimo Baina (百衲), casou-se com uma filha de Toteke Duanfang (托忒克·端方)
6. Yuan Kehuan (袁克桓), casou-se com Chen Zheng (陳徵, filha de Chen Qitai (陳啟泰))
7. Yuan Keqi (袁克齊), casou-se com uma filha de Sun Baoqi
8. Yuan Kezhen (袁克軫), casou-se com Zhou Ruizhu (周瑞珠, filha de Zhou Fu (周馥))
9. Yuan Kejiu (袁克玖), casou-se com Li Shaofang (黎紹芳, 1906–1945, segunda filha de Li Yuanhong) em 1934
10. Yuan Kejian (袁克堅), casou-se com uma filha de Lu Jianzhang (陸建章)
11. Yuan Ke'an (袁克安), casou-se com Li Baohui (李寶慧) (filha de Li Shiming (李士銘))
12. Yuan Kedu (袁克度), casou-se com a filha do rico Luo Yunzhang (羅雲章)
13. Yuan Kexiang (袁克相), casou-se primeiro com Zhang Shoufang (張壽芳, neta de Na Tong (那桐)), casou-se depois com Chen Sixing (陳思行, filha de Chen Bingkun)
14. Yuan Kejie (袁克捷), casou-se com Senhora Wang (王氏)
15. Yuan Kehe (袁克和), casou-se com uma filha de Zhang Diaochen (張調宸)
16. Yuan Kefan (袁克藩), morreu jovem
17. Yuan Keyou (袁克友), casou-se com uma filha de Yu Yunpeng (於雲鵬)

15 Filhas
Netos e bisnetos famosos
- O neto de Yuan, Luke Chia-Liu Yuan (1912–2003) foi um físico sino-americano e marido da famosa física Chien-Shiung Wu.
- O bisneto de Yuan, Li-Young Lee (1957–), é um escritor e poeta sino-americano nascido na Indonésia.